# Ах-Метек
Ах-Метек (рос. Ах-Метек, крим. Aq Metek, Акъ Метек) — маловодна річка в Україні в межах Головного пасма Кримських гір, на території Сімферопольського району. Ліва притока Аян, (басейн Азовського моря).

## Опис
Довжина річки 6,6 км, площа водозбірного басейну 7,3 км , найкоротша відстань між витоком і гирлом — 5,64  км, коефіцієнт звивистості річки — 1,17 . Формується багатьма безіменними струмками та декількома загатами.

## Розташування
Бере початок на північно-західних схилах хребта Чатир-Даг з джерела Мурза-Чокран. Тече переважно на північний схід понад селом Мраморне (до 1948 року — Біюк-Янкой, крим. Büyük Yanköy)  і у селі Зарічне (до 1948 року — Шумхай, крим. Şumhay)  впадає у річку Аян, ліву притоку Салгіру

## Цікаві факти
- Біля гирла річку перетинає автошлях М18 (автомобільний шлях міжнародного значення на території України,

Харків — Сімферополь — Алушта — Ялта).
- Біля витоку річки на південно-східній стороні на відстані приблизно 2,40 км розташована Мармурова печера[2].